# Ткачук Володимир Володимирович
Володи́мир Володи́мирович Ткачу́к (23 жовтня 1996, с. Знам'янка, Одеська область — 14 березня 2022 с. Червоне, Миколаївська область) — матрос, військовослужбовець підрозділу ВМС ЗС України, учасник російсько-української війни, який загинув у ході російського вторгнення в Україну в 2022 році.

## Життєпис
Народився 23 жовтня 1996 року в селі Знам'янці Березівського району Одеської області. Після закінчення місцевої загальноосвітньої школи здобув освіту в Коледжі нафтогазових технологій, інженерії та інфраструктури сервісу ОНТУ. 
У 2016—2018 роках пройшов строкову військову службу. Виступав вокалістом у музичному дуеті разом зі своєю сестрою. 2020 року уклав контракт з ВМС ЗС України, проходив військову службу за контрактом у 137 ОБМП 35 ОБрМП.
Загинув 14 березня 2022 року в с. Червоному Миколаївської області. Похований 26 березня 2022 року в рідному селі Знам'янці.

## Нагороди
- орден «За мужність» III ступеня (посмертно)[3].